# Dějiny KDU-ČSL

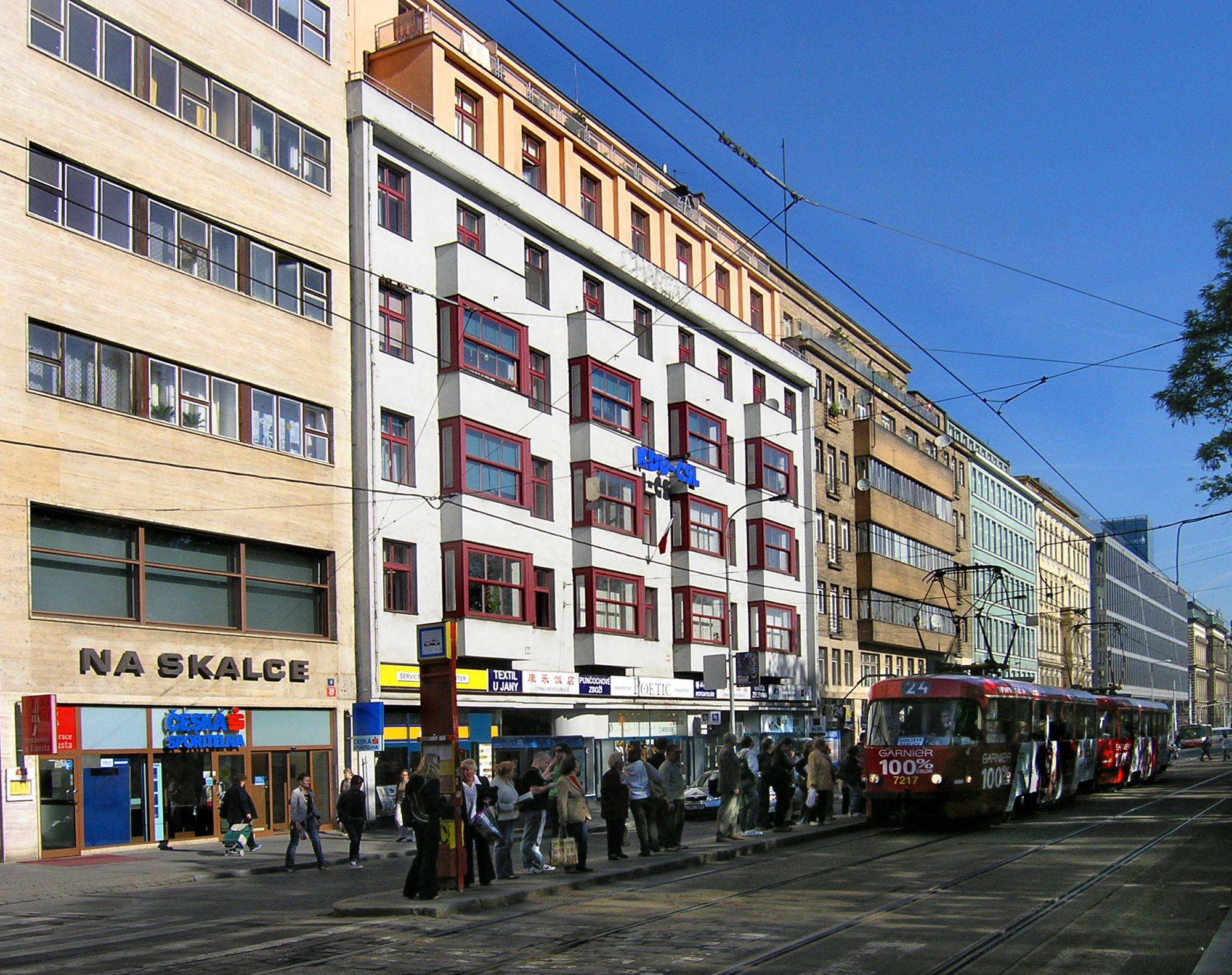
Sídlo KDU-ČSL, palác Charitas na Karlově náměstí v Praze

KDU-ČSL, původně Křesťanská a demokratická unie – Československá strana lidová, byla ustanovena 5. a 6. ledna 1919. Sloučením několika katolických stran tak vznikla nejdéle fungující strana na českém a moravskoslezském území. Hlavní zásluhy na jejím vzniku měli monsignore Jan Šrámek, sjednotitel katolické politické scény na Moravě, a Msgre Bohumil Stašek, vůdčí osobnost sjednocení katolíků v Čechách.
Předseda strany Jan Šrámek postupně z Československé strany lidové vytvořil středovou klerikální stranu, podílející se na vládách let 1921–1938. Po jejím exilovém působení v Londýně byla jako jediná česká nesocialistická strana obnovena a stala se členkou vlády Národní fronty. Ve straně působily tři základní proudy; střední a umírněný proud, představovaný Janem Šrámkem a Františkem Hálou, radikální protikomunistický proud kolem osobností dr. Adolfa Procházky, Pavla Tigrida a Heleny Koželuhové, a prokomunistické seskupení, vedené Josefem Plojharem a Aloisem Petrem.
V únoru 1948 se ČSL připojila k demisi demokratických ministrů, následně vyloučila prokomunistické exponenty. Plojhar a Petr s pomocí KSČ stranu na dlouhou dobu ovládli. Část vrcholných politiků unikla do exilu, Šrámek a Hála byli drženi až do konce života v internaci, další funkcionáři byli odsouzeni k vysokým trestům a někteří i popraveni. Protikomunisticky smýšlející členové a funkcionáři, tvořící tzv. Obrodný proud, koncem roku 1989 vedení strany převzali.

## ČSL v Československu (1918-1945)
Původně měla strana charakter volného sdružení dvou center: českého a moravského, z nichž každé mělo samostatné vedení a předsedu. Centrální spojovací orgán neexistoval, společný byl pouze poslanecký klub, jehož předsedou byl Jan Šrámek. Ústřední výbor zastřešující celou stranu vznikl až roku 1922 a měl relativně malé pravomoci. ČSL zaměřila svoji politiku na venkov, zemědělce, dělníky a otázky spojené s římskokatolickou církví (o hlasy katolíků a zemědělců přitom vedla permanentní a tvrdý boj s agrárníky). Díky svému širokému koaličnímu potenciálu dosahovala při prosazování svého programu úspěchů, které zdaleka neodpovídaly jejím volebním výsledkům, a její nepostradatelnost nejprve otupila a posléze zcela umlčela původní protikatolický náboj v československé politice.
Jan Šrámek postupně vytvořil z Československé strany lidové středovou, katolickou, vlasteneckou, československou a jasně demokratickou stranu, se stabilní 8-10% podporou voličů nepostradatelnou při sestavování vlády v letech 1921–1938. Katolictví strany se vyznačovalo nejen tím, že ve straně bylo velké množství duchovních, ale také programem, který se soustředil na hájení práv katolické církve, církevního majetku a statků. Vedle toho lidovci do politiky přinášeli morální aspekty; ochranu rodiny, boj proti alkoholismu, kouření a prostituci.
To bylo trnem v oku prezidentu Masarykovi, který ČSL (a speciálně jejího předsedu) bytostně nesnášel. Po nástupu prezidenta Beneše se ČSL stala nedílnou součástí uskupení okolo Hradu. V průběhu první republiky se od ČSL oddělily strany sdružené kolem Aloise Kaderky (r. 1924 Československá strana domkařů, malozemědělců, dlužníků a poplatníků a r. 1928 Sdružení katolických zemědělců a domkářů), Antonína Čuříka (Československá strana křesťansko-sociální, tzv. Čuříkovci) a Františka Zelenky (Národní strana lidová).
Na četná dotazy, které nám docházejí, odpovídáme, že na prapor nevybírá strana lidová, nýbrž „Křesťansko-sociální” (Čuříkovci), kteří nemají nic společného, ani se stranou lidovou a jejím hnutím. Upozorňujeme členstvo našich katolických spolků (Lidové strany, Všeodbor. sdruž. křesťanského dělnictva a zaměstnanectva, jakož i Katolické ženy a dívky), že strana lidová nemá s vybíráním nic společného.
Stráž, týdeník čsl. strany lidové pro župu jihlavskou, 11.6.1931

### Organizace
Organizace strany byla uspořádána územně. Nejnižšími složkami byly místní lidové jednoty, které tvořily v obvodu soudního okresu okresní lidové jednoty se sídlem v obvodním městě. Několik okresních organizací řídily okresní sekretariáty. Okresní lidové jednoty tvořily krajské lidové jednoty s krajskými sekretariáty v sídelních městech volebních krajů. Nejvyšším orgánem strany v zemi byl zemský sjezd, zemský výkonný výbor a zemské zastupitelstvo. Zemský výkonný výbor pro Moravu sídlil v Brně, pro Čechy v Praze, od roku 1922 je zastřešoval ústřední výbor, do kterého zemské výbory vysílaly delegáty. 
V polovině roku 1927 měla lidová strana nejvyšší počet organizovaných členů ze všech politických stran na Moravě. V jednotlivých moravských stránických krajích byly okresní lidové jednoty (OLJ) v těchto městech: 
Jihlavský kraj (celkem 14): Velká Bíteš, Moravské Budějovice, Dačice (později i pro Slavonice), Hrotovice, Jemnice, Jihlava, Moravský Krumlov, Velké Meziříčí, Náměšť nad Oslavou, Telč, Třebíč, Třešť, Vranov, Znojmo. V čele těchto OLJ stáli předsedové, z nichž bylo 8 rolníků, 1 kněz, 3 živnostníci, 1 mlynář a 1 domkář.
Brněnský kraj (celkem 17): Blansko, Boskovice (OLJ i pro Svitavy), Bučovice, Brno-město, Brno-venkov, Bystřice nad Pernštejnem, Hustopeče, Ivančice, Jevíčko, Klobouky u Brna, Kunštát, Nové Město na Moravě, Slavkov u Brna, Tišnov, Vyškov, Žďár nad Sázavou a Židlochovice (i pro Pohořelice). V čele OLJ bylo 7 rolníků, 5 živnostníků, 4 příslušníci inteligence (z toho jeden kněz) a 1 továrník.
Uherskohradištský kraj (celkem 13): Bojkovice, Uherský Brod, Břeclav, Hodonín, Uherské Hradiště, Valašské Klobouky, Kyjov, Napajedla, Uherský Ostroh, Strážnice, Vizovice, Zlín a Ždánice. V čele OLJ bylo 7 rolníků, 2 kněží, 2 příslušníci inteligence, 1 živnostník a 1 domkář.
Olomoucký kraj (celkem 19): Bystřice pod Hostýnem, Holešov, Kojetín, Konice, Kroměříž, Lipník nad Bečvou, Litovel, Mohelnice, Olomouc - město, Olomouc - venkov, Plumlov, Prostějov, Přerov, Šilperk (Štíty), Šternberk, Šumperk, Uničov, Zábřeh, Zdounky. V čele OLJ bylo 8 rolníků, 3 příslušníci inteligence, 3 kněží, 3 živnostníci, 1 úředník, 1 továrník.
Ostravský kraj (celkem 17): Bílovec, Frenštát pod Radhoštěm, Frýdek, Fryštát (Karviná), Hlučín, Hranice, Nový Jičín, Klimkovice, Valašské Meziříčí, Místek, Opava, Moravská Ostrava, Slezská Ostrava, Příbor, Rožnov pod Radhoštěm, Vítkov a Vsetín. V čele stálo 8 kněží, 4 rolníci, 2 živnostníci, 1 inteligent, 1 úředník a 1 tovární mistr.
Ze všech lidoveckých vzdělávacích složek byla nejvýznamnější tělovýchovná organizace Československý orel. V Brně vycházel ústřední list «Orel» (1913–1941) s přílohami «Květy mládí» (1919) a «Tělesná výchova» (1923–1940). Pro vzdělávací a výchovnou práci v orelských organizacích sloužil časopis «Orelská osvěta» (1923–1941). 
Lidovecká mládež se sdružovala ve „Sdružení venkovské omladiny”, která vydávala měsíčník «Naše omladina». V roce 1927 stál zemský předseda v Čechách Bohumil Stašek v čele vzniku nové masové mláděznické organizace Mladá generace Československé strany lidové. Početně nejsilnější složkou lidové strany a zároveň nejsilnější voličskou základnou na Moravě byl „Svaz katolických žen a dívek ČSR” se sídlem v Brně, založený 16. listopadu 1924. Svazovým orgánem se stal týdeník «Moravská žena», od roku 1927 «Křesťanská žena» (1919–1941) v čele s Františkou Menšíkovou.
Lidová strana sdružovala střední a velké rolníky v organizaci „Katolický spolek československých zemědělců”, od roku 1919 „Svaz lidových zemědělců”, se sídlem v Brně, jehož předsedou byl představitel konzervativního křídla strany Josef Šamalík, sedlák z Ostrova u Macochy. Šamalík vydával od roku 1919 čtrnáctideník «Zemědělské noviny» (dříve Selské hlasy), které v roce 1921 nahradila příloha v Selských listech s názvem «Zájmy malozemědělců»; v roce 1923 hospodářskou přílohu« Obzor Svazu lidových zemědělců československých», od roku 1927 pod názvem «Hospodářský obzor» se čtrnáctidenní přílohou «Selka» (1902–1941). V letech 1912–1940 vycházely Šamalíkovy «Venkovské noviny». Svaz lidových zemědělců pro své členy vydával jednou za dva měsíce «Odborový věstník» (1933–1934).
Mezi zájmové lidovecké organizace patřilo například „Říšské sdružení řepařů v ČSR” se sídlem v Brně. Nejchudší lidovecké vesnické obyvatelstvo se sdružovalo v tzv. „Otčinách domkářů a chalupníků” (protiváha agrárních Domovin), jejichž úkolem bylo zajistit svým členům konfiskovanou půdu z pozemkové reformy. Sídlo ústředí Svazu Otčin se nacházelo až do roku 1922 v Chlumu u Letovic, bydlišti domkáře Aloise Kaderky. V Brně vycházel levný týdeník «Náš věk» (1906–1938). Lidová strana měla také své odborové organizace: „Svaz katolického učitelstva československého” (moravská pobočka „Spolek českého učitelstva katolického na Moravě a ve Slezsku”), „Svaz katolického úřednictva a zřízenectva” v čele s Josefem Kratochvílem a „Ústřední jednota čs. legionářů v Brně”, které vydávaly své věstníky.

### Tisk
Organizačním věstníkem pro funkcionáře lidové strany byl list „Důvěrníkům”, vydávaný podle potřeby od roku 1919 a v roce 1933 přejmenovaný na „Informační listy lidové”. Kromě ústředního tisku, vydávaného v Brně pro celou Moravu, vycházely v jednotlivých krajích a okresech krajinské listy, vydávané často formou hlavičkových listů. Střediska tisku byla na Moravě v těch městech, v nichž měla lidová strana své tiskové a vydavatelské organizace. Tiskových organizací bylo na Moravě 16 (3 v Brně, 4 v Olomouci, 2 v Kroměříži a po 1 v Opavě, Moravské Ostravě, Znojmě, Zábřehu, Uherském Hradišti, Třebíči a ve Valašském Meziříčí). Významné byly především v Brně „Lidová společnost tisková” (se sídlem v paláci Typos), „Občanská tiskárna” a „Brněnská tiskárna” a v Olomouci „Lidové závody tiskařské a nakladatelské”, „Družina literární a umělecká” a „Spolek katolických žurnalistů”.
Během působení ve vládních koalicích (Všenárodní koalice, Panské koalice), se lidovcům podařilo zachovat výuku náboženství na školách, stejně jako církevní školy, které si podržely statut soukromých škol, dosáhnout kompromisu v případě církevních sňatků a pohřbů (postaveny na stejnou úroveň s občanskými), uhájili ve svém majetku kostely a hřbitovy, dosáhli kompromisu při schvalování zákona o svátcích a památných dnech (zákon 65/1925 Sb. z 3. dubna 1925), kdy se jim podařilo ponechat v platnosti všechny zasvěcené svátky podle kodexu kanonického práva (Marmaggiho aféra), prosadili kongruový zákon.

### Druhá republika - Protektorát Čechy a Morava
V roce 1938 se strana spojila přes odpor moravského křídla a Jana Šrámka s ostatními pravicovými subjekty ve Stranu národní jednoty, která zanikla po vzniku Protektorátu Čechy a Morava povolením jediné politické strany Národní souručenství. Během let 1940–1945 byla strana osobou Jana Šrámka zastoupena v Londýnské exilové vládě, kde vykonával funkci předsedy vlády.
Nyní výbor Národního souručenství obdržel pověření ke své další činnosti a toto pověření bylo nejen uděleno a dáno, ale také přijato. Předseda výboru Adolf Hrubý ve svém rozhlasovém projevu formuloval zásady, jimiž se bude řídit Národní souručenství při novém utváření našeho života v rámci velké Německé říše. Vstupujeme do tohoto života bez soustavy politických stran a nastupujeme tuto novou cestu s upřímnou snahou vydobýt a zabezpečit svému národu dobrou a šťastnou budoucnost. Toť stručně vystižený smysl poslání naši lidové pospolitosti, našeho nového souručenství všech.
Stráž, týdeník čsl. strany lidové pro kraj jihlavský, 1.4.1939

## ČSL členem vlády NF (1945–1948)
Československá strana lidová obnovuje proto svou politickou činnost za vedení předsedy Msgre dr. Jana Šrámka a otevírá sekretariáty pro politickou práci na celém území republiky. Vedoucí činitelé lidové strany byli význačnými činiteli odboje zahraničního, zvláště v jeho konečné orientaci, i odboje domácího a chtějí se v požehnaném míru podle svých nejlepších sil zúčastniti horlivou a věrnou prací budování lepšího života národního v obnovené republice.
Naše demokracie, 23.05.1945

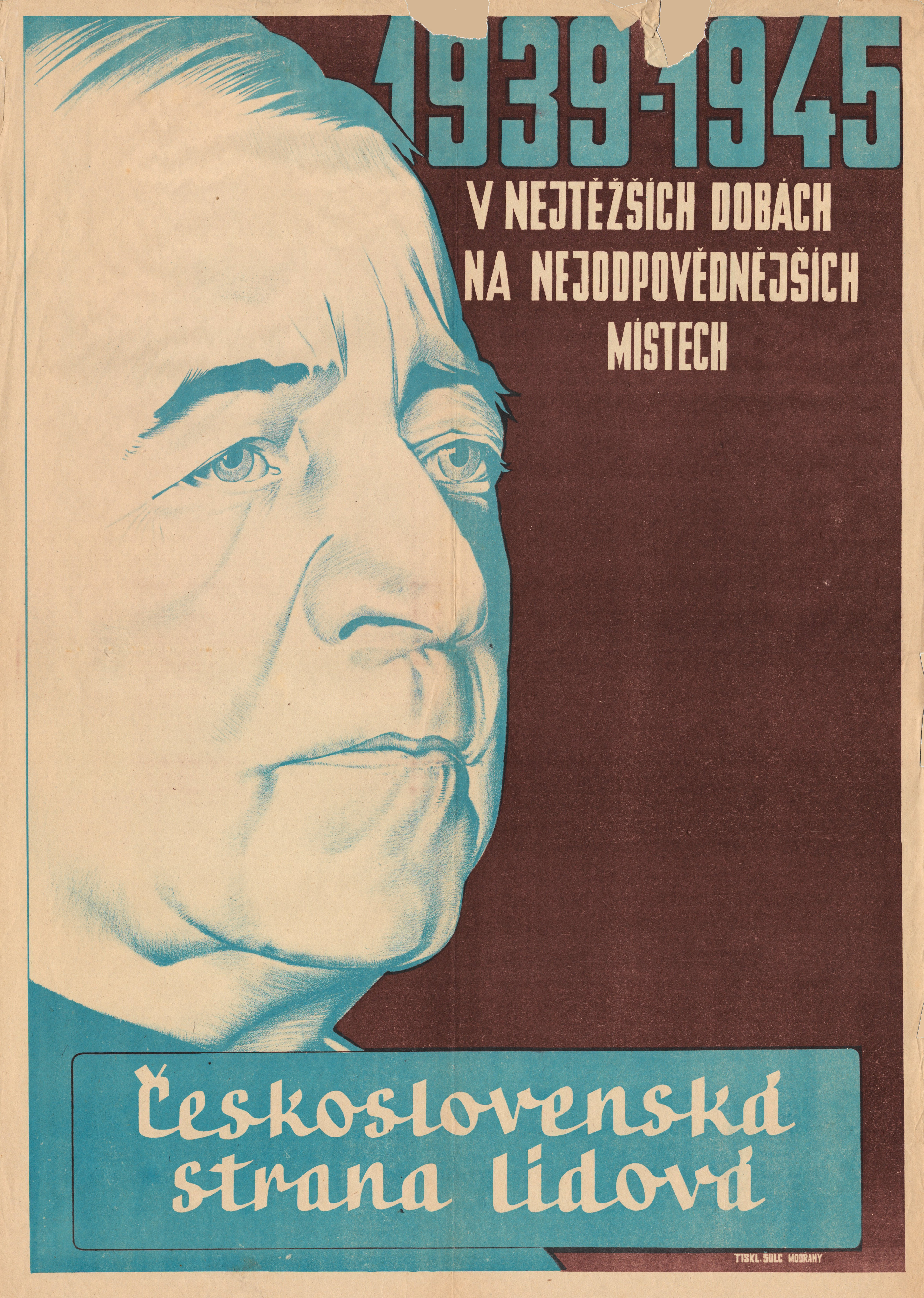
Předvolební plakát strany s Janem Šrámkem do parlamentních voleb v roce 1946

Obnovená Československá strana lidová se v roce 1945 stala členkou vlády Národní fronty (první vlády Zdeňka Fierlingera), ve které lidovci získali podle principu parity tři ministerské posty: předseda strany lidové, Jan Šrámek, se stal jedním z pěti náměstků předsedy vlády, místopředseda strany František Hála se stal ministrem pošt, a poslanec za lidovou stranu, Adolf Procházka (manžel Heleny Koželuhové), obsadil post ministra zdravotnictví. Lidovci se dostali ve vládě do izolace v podstatě už 12. června 1945, kdy se předsedové Komunistické strany Československa, Československé sociální demokracie a Československé strany národně socialistické dohodli na vytvoření socialistického národního bloku, ale též i na budování sjednocených organizací mládeže a tělovýchovy. Lidovci měli své vlastní organizace a propojení se socialistickými zásadně odmítali (např. Orel).
Vzhledem k oslabeným pozicím, kdy strana mohla ve vládě prosadit jen minimum, snažila se spolupracovat s ostatními stranami a tlumit ty nejradikálnější výstřelky (taktikou zdržování a odkladů). Košický vládní program byl také jednou z příčin vytvoření pravicových proudů ve straně. Do ČSL vstoupili někteří členové zakázaných pravicových stran (živnostníci, agrárníci a národní demokraté), jejichž bývalé stranické programy byly v rozporu s tím, co propagovala strana lidová. „Staří členové”, zastánci silného středového proudu kolem Šrámka (Adolf Klimek, Jaroslav Řehulka nebo Alois Tylínek), se tak často dostávali do vyloženě schizofrenní situace. „Mladé křídlo” vyžadovalo a praktikovalo ostře protikomunistický kurs. Jeho nejradikálnějšími exponenty a zároveň vůdci byli Dr. Adolf Procházka, Pavel Tigrid, Felix Uhl, Ivo Ducháček a zejména Helena Koželuhová. Jedinci levicového křídla (Alois Petr, Josef Plojhar a Dionysius Polanský) se od sebe lišili svým postojem ke komunistům a Sovětskému svazu. Vzhledem k tomu, že z obnovených politických stran byla ČSL jedinou nesocialistickou stranou, doufalo vedení strany ve vítězství v parlamentních volbách 1946.
Volební program Československé strany lidové (formulován do třinácti oblastí) kladl důraz na křesťanské hodnoty, sociální společnost a svobodu. Soukromé vlastnictví bylo lidovci považováno za nenahraditelnou formu vlastnictví a převzetí soukromého majetku do rukou státu schvalovali jen v odůvodněných případech (v zájmu veřejného blaha).
Volby budou míti velký význam pro nastávající budoucnost, pro další vývoj a uspořádání poměrů v našem národě. Bude velice záležet na každém jednotlivci, zdali se rozhodne pro totální socialismus, k němuž podle výsledků voleb by mohlo dojít, jelikož víme dobře, že v těchto otázkách tvoří socialistické strany tzv. socialistický blok, který jde vždy jednotně, protože tak jít musí; neb zdali se rozhodne a postaví se jednoznačně za program sociálně reformní čsl. strany lidové.
Naše demokracie, 23.05.1946
Katolické ženy manifestují 
pro poctivou službu národa,
pro blaho rodiny a dobro obecné,
pro nezadatelná práva viry a církve,
pro svobodu náboženskou,
pro křesťanskou školu,
pro nerozlučitelné manželství,
pro myšlenku křesťanské smířlivosti,
tím, že volí
československou stranu lidovou,
která jedině usiluje, aby naše republika byla opravdu spravedlivou, křesťanskou, silnou, mravní, zdravou, dávající všem občanům blaho, práci, spokojenost, právní jistotu. Bez Vás, katolické ženy a dívky, by toho nebylo! O příštích volbách bude se rozhodovati:
O ÚSTAVU NAŠÍ REPUBLIKY
Buď budeme státem křesťanským nebo bezbožeckým.
O SVOBODU NÁBOŽENSKOU.
Nesmíme nikomu v té věci věřit, než jen sami sobě, svému uvědomění, své síle.
O KŘESŤANSKOU ŠKOLU.
Myslíte, kdyby volby vyhráli socialistické strany, myslíte, že by si školu neobsadili pro sebe? Ještě ani volby nebyly a vrhli se na náboženství. Když přinesly vaše děti vysvědčení, známku z náboženství jste nemohli najít, protože bylo na posledním místě, kde jste nejméně zvyklí je hledat. Teď náboženství posunuli na poslední místo na vysvědčení, pak by ho vysunuli i ze škol.
O UPLATNĚNÍ KRESŤANSKÝCH ZÁSAD
sociálních, kulturních, křesťanské spravedlnosti, pravdy, práva, křesťanské rodiny a manželství. Jen naše křesťanské rozhodnutí o tom všem rozhodne. Velmi důležité budou ovšem hlasy vaše, katolické ženy a dívky. Vás, ženy a dívky, je více jak polovina. Republika bude tedy taková, jakou ji učiníte!
VOLTE TEDY PODLE SVÉHO SVĚDOMÍ.
Volte tu stranu, která chce a má ve svém programu křesťanské zásady. Která je to strana: Jediná. Proto odpověď je snadná! Je to
československá strana lidová.
Vše pro vítězství této jediné křesťanské strany!
Naše demokracie, 23.05.1946
Lidová strana se sice ve volbách dostala nad hranici 1 000 000 hlasů (1 111 099 hlasů, celkově 15,6%, zisk 46 křesel v ÚNS), ale nepočítala s tak velkým vítězstvím komunistů a s výsledkem voleb spokojená nebyla. Po volbách získali lidovci ve vládě ještě křeslo ministra bez portfeje (od léta 1946 ministerstvo techniky), které obsadil nejprve RNDr. Alois Vošahlík a po jeho tragické smrti Ing. Jan Kopecký. V parlamentu měli lidovci 46 poslanců. Strana měla kolem 400 000 členů.
| Strany české a moravskoslezské | Hlasy země Česká  | Hlasy země Moravskoslezská | Strany slovenské    | Hlasy Slovensko |
| ------------------------------ | ----------------- | -------------------------- | ------------------- | --------------- |
| komunisté                      | 1 541 826, 43,25% | 663 832, 34,46%            | strana práce        | 49 983, 3,11%   |
| lidovci                        | 580 107, 16,27%   | 530 813, 27,56%            | demokratická strana | 988 275, 61,43% |
| sociální demokraté             | 533 374, 14,96%   | 322 397, 16,74%            | komunisté           | 490 257, 30,48% |
| národní socialisté             | 898 250, 25,20%   | 400 667, 20,80%            | strana svobody      | 67 575, 4,20%   |

Výsledek voleb v roce 1946 oslabil pozici demokratických stran a lidovců zejména natolik, že v následujících letech šla ČSL od porážky k porážce. Neuspěla v zoufalém boji proti pozemkové reformě, milionářské dani, jednotné škole a dokonce ani nedokázala zabránit zrušení křesťanských odborových organizací, které byly pohlceny komunistickými odbory. Na druhé straně se lidovcům podařilo udržet až do roku 1948 většinu církevních škol, většinu církevního majetku a práv katolické církve. Konflikt mezi oběma křídly vyústil v problematické vyloučení Heleny Koželuhové ze strany.
Stranu těžce svazoval též špatný Šrámkův zdravotní stav. Často byl na jednáních zastupován tajemníkem Hálou. Po odmítnutí Marshallova plánu docházelo při jednáních vlády k stále větším rozkolům mezi představiteli komunistických a demokratických stran. V roce 1947 začali komunisté ztrácet sympatie veřejnosti. Demokratické strany posilovaly, což potvrzoval i růst členské základny ČSL. Setkání lidovecké mládeže se zúčastnilo na 100 000 mladých lidí. Na jaře 1948 se měly konat další volby a velkou naději na výhru měli především národní socialisté a lidovci. Lidovci se začali zasazovat o brzké vypsání voleb, od kterých si pod dojmem současných událostí slibovali zlepšení poměrů.
Na prahu nového roku 1948 bych rád adresoval všem spojencům našeho křesťanského, lidového hnutí několik slov naléhavého upozornění. Vstupujeme do roku, který bude patrně mezníkem, bodem obratu v dějinném vývoji našeho národa a možná i světa vůbec. Zdá se, jakoby se významné události v životě našeho národa opakovaly v přesně vymezených dobových intervalech. Jakoby národ měl býti vždy předem volán do stavu mravní i fysické pohotovosti...V každém případě je však jisto, ať práce ústavní skončí úspěchem nebo nezdarem, že rok 1948 bude rokem nových voleb parlamentních a možná i voleb do orgánů územní i zájmové samosprávy. A tento fakt dodává letošnímu roku také mimořádného významu.
Poslanec Ing. A. Janáček, krajský předseda ČSL, 09.01.1948

### Poúnorová situace a persekuce
V únoru 1948 se strana přes výhrady svého předsedy připojila k demisi demokratických ministrů, nicméně společný postup přišel pozdě. Prezident Beneš naplnil nejhorší Šrámkovy obavy a podezření, když porušil své sliby a demisi přijal. ČSL tehdy zahájila svou poslední bitvu o sama sebe, když na poslední chvíli vyloučila některé prokomunistické exponenty, zejména pak Josefa Plojhara a Aloise Petra. Prokomunistické křídlo ovládlo vedení strany. Vedení strany v čele s předsedou Šrámkem a tajemníkem Hálou rezignovalo na další boj a pokusilo se stejně jako mnoho dalších členů uprchnout do zahraničí, což se povedlo jen některým.
Dva nejvyšší představitelé strany - Jan Šrámek a František Hála měli smůlu, byli dopadeni a zbytek svého života strávili v internaci. Celkově uprchlo za hranice 11 ze 46 poslanců ČSL (a stovky dalších členů včetně například Heleny Koželuhové), 21 jich bylo dříve či později uvězněno (z toho 4 umučeni nebo popraveni – Stanislav Broj, Rostislav Sochorec, Jan Plesl, Alois Janáček) a sedm odešlo do ústraní. Pouze čtyři s novým režimem plně spolupracovali a zcela se vyhnuli represím. Uprchlí lidovci utvořili v zahraničí několik exilových skupin prezentovaných jako lidovecký exil, ale jejich roztříštěnost, nedostatek peněz a nezájem Západu značně omezovaly jejich význam.

### Tisk
Jednou z největších zbraní lidové strany v boji za demokracii byl stranický tisk. V letech 1945-48 vydávali lidovci několik svých listů: deníky «Národní obroda» a «Lidová demokracie» (dříve Lidové listy), zemědělské týdeníky «Zemědělská svoboda» a «Zemědělská demokracie», týdeník pro dělnictvo, zaměstnance a závodní organizace «Obrana práce», týdeník pro živnostníky, obchodní a výrobní sektor «Hospodářská demokracie» a krajinské týdeníky jako např. na jihozápadní Moravě týdeník «Naše demokracie» nebo v Olomouci «Osvobozený našinec». Dále začala ČSL od srpna 1945 vydávat týdeník «Obzory» a na podzim 1946 týdeník «Vývoj». Komunistům nepohodlné týdeníky Obzory a Vývoj Josef Plojhar po převzetí řízení tiskových podniků strany 24. února 1948 zastavil, na šéfredaktora týdeníku «Vývoj», Pavla Tigrida, který byl členem Lidové demokracie, ústředního orgánu Československé strany lidové a týdeníku «Obzory», byl 23. února 1948 vydán zatykač. Lidová demokracie vyšla 25. února 1948 už jako orgán ustanoveného akčního výboru ČSL. Ostatní lidovecká periodika přestala vycházet.

## ČSL jako spolek NF (1948–1989)
Dne 25. února 1948 převzala skupina kolem Aloise Petra a Josefa Plojhara za pomoci bezpečnostních složek a komunistů moc ve straně. Alois Petr a Josef Plojhar také usedli ve druhé vládě Klementa Gottwalda. Utvořením akčního výboru Národní Fronty ČSL začala nová etapa strany. Podle komunistů se měla ČSL stát spolkem pod patronací KSČ a Národní fronty - prostředníkem mezi státem a církví, který by pomohl u věřícího obyvatelstva s přijetím nového režimu. V jejím čele stál nejprve Alois Petr a po jeho smrti v roce 1951 sedmnáct let Josef Plojhar, který byl za neuposlechnutí výzvy nekandidovat do parlamentu v květnu 1948 církví za tento přečin suspendován.
Nová registrace a prověřování členů ČSL. Vedení obrozené čs. strany lidové se rozhodlo provésti novou registraci a prověření svých členů. Technicky se věc provede tak, že každý, kdo se hlásí kde straně, musí podepsat novou přihlášku. Teprve po přijetí do strany, t. j. prověření, bude hlásícímu se členu vydán nový členský průkaz. Nejde tu ovšem jen o věc formální; podpisem nové členské přihlášky se zavazuje každý člen k přesnému plnění všech povinností, vyplývajících nejen z členství ve straně, ale k plnění zejména těch povinností, které strana převzala na sebe jako složka Národní fronty. A jde o povinnosti nemalé!

Novou registrací je zde dána každému, kdo se dosud považuje či prohlašuje a člena strany, možnost, aby buď svým podpisem nové přihlášky dal jasně najevo, že s postupem obrozené strany souhlasí a tím i s prací celé Národní fronty, nebo odepřením podpisu dal jasně najevo, postup strany neschvaluje.
Dorost: věstník pracovníků čs. strany lidové, 03.02.1949
Zlomit členskou základnu se podařilo jen zčásti, do obrovské komunistické kampaně proti církevní hierarchii se řadoví členové nezapojili. V roce 1968 sice bylo vedení strany odvoláno a na okamžik to vypadalo, že se podaří stranu osvobodit, ale srpnová invaze znamenala konec všech nadějí a uvrhla ČSL zpět do pevného područí KSČ.
ČSL byla sice nadále oficiálně členem Národní fronty, ale podíl na politickém životě měla strana spíše jen symbolický a stala se z ní strana pouhých statistů. Stranické organizace se omezovaly na přijímání stranických závazků a rezolucí týkajících se budování socialistické společnosti. Mnozí členové svou činnost zaměřili na kulturu a osvětu. Mezi fakticky protikomunistickým členstvem a prokomunistickým vedením docházelo ke konfliktům a řadoví členové často využívali stranický aparát k akcím, které byly v rozporu s přáním režimu, navzdory snahám prokomunistického vedení to zakázat, pro což se stávali předmětem represí. Členové ČSL se tak podíleli na přípravě a organizaci velkých katolických vystoupení proti komunismu, zejména Národní poutě na Velehradě v roce 1985 a petice Augustina Navrátila. Za takové stranické postoje byla ČSL veřejností vnímána jako „mírná legální opozice“ a získala tím dobré renomé; např. na Lidovou demokracii se stály fronty.
Ke své původní politice se strana vrátila až v roce 1989, kdy si do svého čela zvolila Josefa Bartončíka. Velice rychle došlo k rozšíření stranické členské základny, když se do strany hlásili noví příznivci i staří členové vyloučení starým prokomunistickým vedením. Jestliže na podzim 1989 měla strana 40 tisíc členů, v březnu to již bylo téměř 90 tisíc.

## Formování KDU-ČSL (po roce 1989)
Volby v červnu 1990 straně přinesly trpké zklamání nejen kvůli relativně malému volebnímu zisku, ale zejména kvůli aféře, která se rozpoutala, když Jan Ruml oznámil v předvolebním moratoriu, že Josef Bartončík byl spolupracovníkem StB, což později Ústřední volební komise posoudila jako hrubé porušení volebního zákona. Strana na to reagovala nejdříve nedůvěrou v obvinění a protesty proti hrubému porušení volebního zákona, posléze se ale přesvědčila, že by obvinění proti jejímu předsedovi mohla být pravdivá, a zvolila si nové vedení strany v čele s Josefem Luxem a začlenila do svých stanov lustrační prvky, které mají další podobné skandály znemožnit. V roce 1990 se též završil příliv nových členů do řad strany, od té doby začal doposud trvající úbytek členstva (viz tabulku)
Mezi výrazné lidovecké osobnosti devadesátých let patřil ministr kultury Pavel Tigrid nebo předseda strany Josef Lux. V roce 1992 se ČSL přejmenovala na KDU-ČSL. Zkratka KDU byla původně používána pro společnou koalici ČSL a KDS, KDS později KDU-ČSL obviňovala z uzurpování značky KDU. Strana si z důvodu zachování tradice ponechává ve jméně slovo „československá“. V následujících letech si udržovala značný vliv na politiku, který po většinu času překračoval její volební preference (jež činily zhruba 8% voličů, s velmi mírně vzestupným trendem). Byla významným členem všech vlád Václava Klause.
V roce 1997 své spojenectví s ODS zrušila v reakci na skandály okolo jejího  financování a vládu opustila. Po krátkém pobytu v Tošovského úřednické vládě následoval pobyt v opozici v době trvání tzv. Opoziční smlouvy mezi ČSSD a ODS, v této době byla nejvýznamnější složkou tzv. Čtyřkoalice (později koalice). Na počátku této opoziční epizody rezignoval Josef Lux, u něhož se objevila těžká leukémie. Nečekaný odchod schopného a dominantního předsedy s obrovskou autoritou stranou značně otřásl, neboť na něj nebyla připravena. Otázka „kdo Luxe nahradí“ byla navíc zpočátku komplikována dodatečnou otázkou, zda se nebude moci vrátit (ta se stala bezpředmětnou, když Josef Lux 21. listopadu 1999 zemřel).
V červenci 2002 se strana stala koaličním partnerem ČSSD, ale koncem března 2005 podali její ministři rezignaci v souvislosti se skandálem ohledně rodinných financí premiéra Stanislava Grosse. Později se podíleli na rekonstrukci vlády pod vedením nového premiéra Jiřího Paroubka.
Na podzim roku 2005 se KDU-ČSL postavila proti novele zákoníku práce, který nakonec prosadila ČSSD a KSČM proti její vůli, což silně prohloubilo napětí v tehdejší koalici. Zvýšila se tak pravděpodobnost budoucí spolupráce KDU-ČSL s ODS.
V parlamentních volbách v roce 2006 získala 7,22 % hlasů a 13 mandátů. Po volbách se účastnili lidovci tzv. trojkoaličního projektu spolu s vítěznou ODS a stranou Zelených, avšak tento projekt nakonec zkrachoval, neboť ho odmítla ČSSD podpořit. V srpnu 2006 se předseda strany Miroslav Kalousek pokusil o vládní koalici s ČSSD, kterou by tolerovali komunisté. Členové stran však tuto vizi odmítli (v čele odporu členské základny a širšího vedení stáli zejména Jiří Stodůlka (obhajoval v té době pozici zlínského senátora) či Barbora Javorová (kandidovala v té době na primátorku Brna). Rozkol ve straně skončil odchodem Miroslava Kalouska a tří dalších místopředsedů z vedení strany.
V říjnu 2006 vládu Mirka Topolánka odmítli podpořit poslanci Ladislav Šustr, Libor Ambrozek a Miroslav Kalousek. Libor Ambrozek a Cyril Svoboda poté vyjádřili přesvědčení, že by bylo možné uvažovat o podpoře menšinové vlády ČSSD, Cyril Svoboda zároveň zpochybnil usnesení celostátního výboru z 25. srpna téhož roku, které vylučovalo podporu KDU-ČSL jakékoliv vládě, která by nějak závisela na komunistech. Jan Kasal (pověřený řízením strany po rezignaci Miroslava Kalouska) si poté vyžádal od všech poslanců písemný závazek, že usnesení dodrží, s poznámkou, že pokud má někdo pocit, že takovýto závazek nemůže podepsat, měl by se vzdát mandátu. Závazek podepsali všichni poslanci včetně Cyrila Svobody.
9. prosince 2006 byl předsedou KDU-ČSL zvolen dosavadní starosta Vsetína Jiří Čunek. Následně KDU-ČSL vytvořila koaliční vládu s ODS a Stranou zelených, v níž předseda strany Čunek zastával funkci místopředsedy a ministra pro místní rozvoj.
V květnu 2009 byl předsedou opět zvolen Cyril Svoboda. Následně vznikla nová strana bývalého předsedy Miroslava Kalouska TOP 09 a spolu s ním stranu opustila asi padesátka lidí. Ve volbách do Poslanecké sněmovny Parlamentu České republiky v roce 2010 nezískala strana ani jeden poslanecký mandát a předseda strany Cyril Svoboda rezignoval na svůj post na tiskové konferenci ještě před zveřejněním oficiálních výsledků.

## Členská základna
Po roce 1990 má strana druhý největší počet členů ze stran v České republice.
| Rok  | Počet členů |
| ---- | ----------- |
| 1920 | 180 000+    |
| 1925 | 260 000+    |
| 1946 | 467 000+    |
| 1953 | 31 932      |
| 1954 | 30 540      |
| 1955 | 28 753      |
| 1956 | 25 314      |
| 1957 | 24 454      |
| 1968 | 90 000+     |
| 1971 | 30 000+     |
| 1990 | 96 712      |
| 1991 | 94 100      |
| 1992 | 88 784      |
| 1993 | 80 000+     |
| 1994 | 74 000+     |
| 1997 | 62 593      |
| 1998 | 60 460      |
| 1999 | 56 616      |
| 2000 | 55 306      |
| 2001 | 51 453      |
| 2002 | 49 953      |
| 2003 | 46 905      |
| 2004 | 44 811      |
| 2005 | 42 843      |
| 2006 | 42 474      |
| 2007 | 41 384      |
| 2008 | 39 934      |
| 2009 | 37 372      |
| 2010 | 35 344      |
| 2011 | 33 966      |
| 2012 | 32 110      |
| 2013 | 30 668      |
| 2014 | 28 676      |
| 2015 | 27 624      |
| 2016 | 26 796      |
| 2017 | 25 593      |
| 2018 | 24 324      |
| 2019 | 22 805      |
| 2020 | 21 706      |
| 2021 | 20 890      |
| 2022 | 20 504      |

## Symbolika
Barvou strany byla vždy černá, strana byla známa i přezdívkou „černá síla“. Od roku 2006 používá strana žlutou barvu.

### Loga

#### Hlavní loga

Znak strany do roku 1938
Znak strany v letech 1945–1992
Logo strany v letech 1992–2012
Logo od roku 2012, jež navrhl Tomáš Zdechovský

#### Volební loga

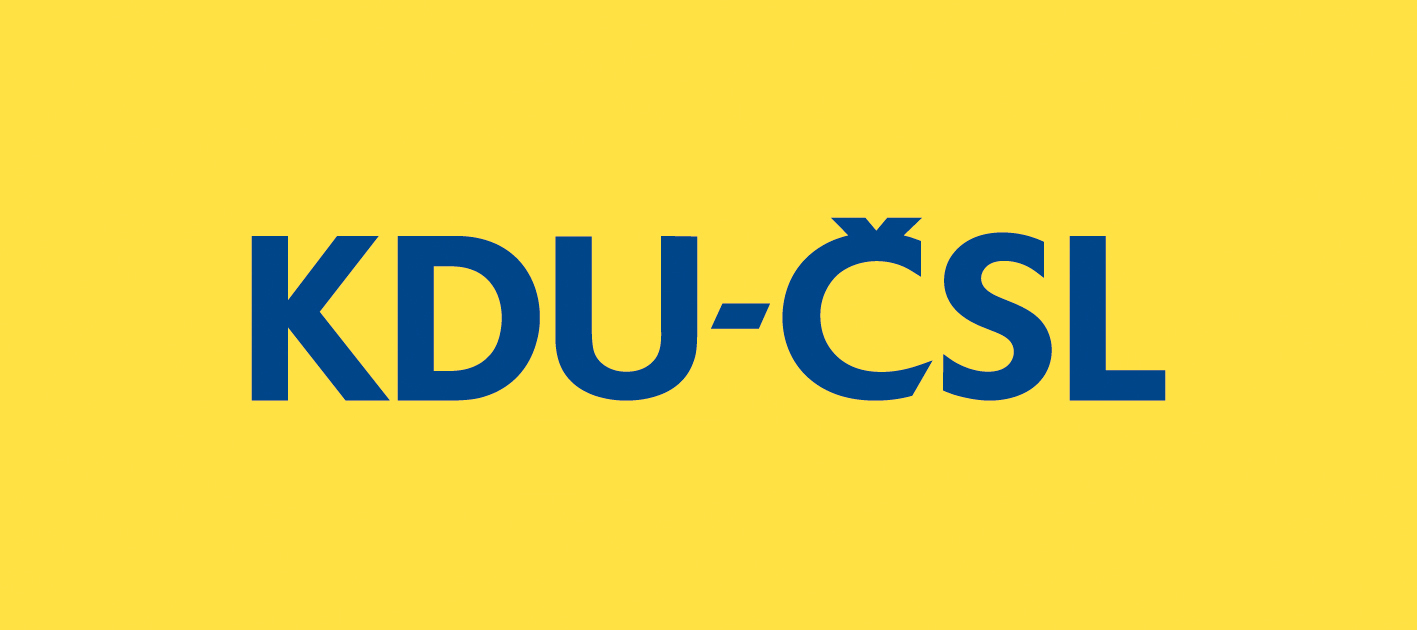
Volební logo letech 2006–2012
Volební logo v roce 2024

## Volební výsledky (po roce 1989)
| Rok             | 1990    | 1992    | 1994    | 1998    | 2002 | 2006    | 2010    | 2013    | 2017    |
| Podíl hlasů     | 8,42 %  | 6,28 %  | 8,08 %  | 9,00 %  | ?    | 7,22 %  | 4,39 %  | 6,78 %  | 5,80 %  |
| Celkem hlasů    | 607 134 | 406 341 | 489 349 | 537 013 | ?    | 386 706 | 229 717 | 336 970 | 293 643 |
| Mandátů (z 200) | 19      | 15      | 18      | 20      | 21   | 13      | 0       | 14      | 10      |

| Rok          | 2004    | 2009    | 2014    | 2019    |
| Podíl hlasů  | 9,57 %  | 7,64 %  | 9,95 %  | 7,24 %  |
| Celkem hlasů | 223 383 | 180 451 | 150 792 | 171 723 |
| Mandátů      | 2/24    | 2/22    | 3/21    | 2/21    |